# 이창우 (1938년)
이창우(1938년 1월 27일 ~ )는 대한민국의 정치인이다. 제66·67대 성주군수를 역임했다.

## 역대 선거 결과
|  | 41.01% |

|  | 42.80% |

|  | 57.79% |